# Ancistrochelifer tuberculatus
Espèce
Ancistrochelifer tuberculatus est une espèce de pseudoscorpions de la famille des Cheliferidae.

## Distribution
Cette espèce est endémique du Laos. Elle se rencontre vers Muang Pak Lay.

## Publication originale
- Beier, 1951 : Die Pseudoscorpione Indochinas. Mémoires du Muséum National d'Histoire Naturelle, Paris, nouvelle série, vol. 1, p. 47-123.